# Mark Lindsay Chapman
Mark Lindsay Chapman (ur. 8 września 1954 w Londynie) – brytyjski aktor, głównie telewizyjny, rzadko występujący w filmach kinowych. Znany jest między innymi z roli głównego oficera Henry’ego Wilde’a w filmie Jamesa Camerona Titanic (1997), a także z roli Johna Lennona w filmie Rozdział 27 (2007).

## Biografia
Uczęszczał do Guildford School of Acting, gdzie studiował balet, mowę, dramat i szermierkę.
Wystąpił w takich produkcjach telewizyjnych jak Max Headroom, Dallas, Falcon Crest, Słoneczny patrol, Napisała: Morderstwo, Nowe przygody Supermana, Wojskowe biuro śledcze, Czarodziejki, Żar młodości, Potwór z bagien i Langoliery. W 1997 roku zagrał autentyczną postać oficera Henry'ego Wilde'a w filmie Titanic Jamesa Camerona.
Starał się o rolę Johna Lennona w filmie biograficznym John and Yoko: A Love Story, lecz nie dostał jej ze względu na podobieństwo swojego imienia i nazwiska do zabójcy Lennona, Marka Davida Chapmana. Ostatecznie rolę otrzymał Mark McGann. Jednak zagrał później Lennona w filmie Rozdział 27.

## Życie prywatne
Przez nieznany czas był mężem Cheree Vandoren, z którą ma trójkę dzieci: Fabiena, Huntera i Lindsay.

### Problemy z prawem
W 2018 aktor został aresztowany za napaść na swoją partnerkę, Tarę Prinię, po tym, jak ta zakończyła ich związek. Według oświadczenia zdobytego w biurze szeryfa Travis County, Chapman dostał napadu złości po tym, jak Prinia prosiła go o usunięcie z jego telefonu materiału erotycznego z jej udziałem. Później złożyła wniosek o zakaz zbliżania się do niej.

## Wybrana filmografia
- 1988: Amerykański gotyk – Rob
- 1995: Separate Lives – Keno Sykes
- 1997: Titanic – główny oficer Henry Wilde
- 1998: Legend of the Mummy – Daw
- 2001: Beethoven 4 – Johnnie Simmons
- 2007: Rozdział 27 – John Lennon
- 2013: Abner, niewidzialny pies – Abner (głos)
- 2015: Wymarzony książę – Geoffrey
- 2015: Futbol – sprawozdawca